# Acroclita celaeno
Acroclita celaeno is een vlinder van de familie van de bladrollers (Tortricidae). De wetenschappelijke naam van deze soort is voor het eerst voorgesteld door Józef Razowski en Graziano Bassi in een publicatie uit 2018.
De soort komt voor in Gabon.